# Леандар Севиљски
Леандар Севиљски (шп. Leandro de Sevilla) је био надбискуп Севиље од око 584. до око 600. године. Рођен је око 534. године, а умро је 13. марта 600. или 601. године. Као један од највећих бораца против аријанства, стекао је изизетне заслуге за сузбијање те јереси у Визиготској краљевини. Лично је допринео одлуци визиготског краља Рекареда да 589. године озваничи напуштање аријанства на Трећем сабору у Толеду. На другој страни, био је присталица учења о двоструком исхођењу Светог духа, које је озваничено на истом сабору, што није било у складу са начелима правоверног хришћанства.

## Биографија
Овај хришћански свештеник и римокатолички светац, рођен је у хиспанороманској породици. Био је најстарији од четворо деце - имао је два брата и једну сестру (Фулхенсио, Исидор и флорентина). Сви су као и он, постали свештеномученици. Данас су свеци заштитници Картахенске дијецезе. Његова породица је вероватно побегла из Картахене када су град заузели Византинци и настанила се у Севиљи, где се Леандар замонашио. 
Његов брат, Исидор Севиљски, приписује му главне заслуге за одступање визиготског краљевића Херменегилда од аријанства 579. године. Надбискуп Севиље је постао око 584, исте године, када је Леовигилд заузео град, да би га потом протерао. 
Након повратка из изгнанства, значајно је допринео одлуци визиготског краља Рекареда I да напусти аријанство, што је озваничено 589. године на Трећем толедском сабору. Као један од главних учесника овог сабора, такође је допринео и озваничењу учења о двоструком исхођењу Светог духа, као и бацању анатеме на све оне који не исповедају поменуто учење, што је непосредно погађало правоверне хришћане. Ради афирмације овог учења, потом је усвојен и нови, Толедски симбол вере, који је настао уметањем израза Филиокве (лат. Filioque) у изворни Никејско-цариградски симбол вере. По томе је учење о двоструком исхођењу Светог духа постало познато као филиоквистичко или двоисходно. Поменуте одлуке имале су далекосежне последице по историју хришћанства.
Умро је око 600. године у Севиљи. На положају надбискупа Севиље наследио га је млађи брат Исидор Севиљски. Посмртни остаци Леандра Севиљског налазе се заједно са остацима његова два брата и сестре, Фулхенсија, Исидора и Флорентине, у сребрној урни која је изложена на олтару катедрале у Мурсији.